# Robert Dorfmann
Robert Dorfmann (* 3. März 1912 in Paris; † 11. August 1999 ebenda) war ein französischer Filmproduzent, der für einige der filmhistorisch bedeutendsten und kassenträchtigsten Nachkriegsproduktionen seines Landes verantwortlich zeichnete.

## Leben
Dorfmann knüpfte erste Kontakte zum Film, als er 1932 ein Wanderkino begründete. Bis Kriegsende arbeitete Dorfmann gelegentlich als Produzent, meist jedoch als Filmverleiher. 1935 gründete er erstmals die Silver Films, elf Jahre darauf dieselbe Firma ein weiteres Mal. 1945 war Dorfmann einer der Gründer und ab 1951 Geschäftsführer der Corona Films.
Robert Dorfmann produzierte mit großem Erfolg überwiegend pure Unterhaltung: Lustspiele ebenso wie solide Kriminalfilme, Dramen wie Actionstreifen, für die er routinierte Regisseure wie Jean-Pierre Melville, René Clément und Terence Young gewinnen konnte. Er war aber auch an der Entstehung einiger bemerkenswerten Produktionen französischer Kinokunst beteiligt. So produzierte Dorfmann André Cayattes Justizfilmklassiker Schwurgericht (1950), René Cléments Kriegsdrama aus dem Blickwinkel zweier Kinder Verbotene Spiele (1952), Costa-Gavras’ Abrechnung mit dem Stalinismus Das Geständnis (1970), Luis Buñuels Gesellschaftsattacke Tristana (1970), Melvilles in halbdokumentarischem Erzählstil gehaltenes Résistance-Stück Armee im Schatten (1969) und Jacques Tatis Spätwerk Trafic (1971), eine satirisch-milde Persiflage auf den Fetisch des mobilen Menschen von heute, das Auto.
Faktisch alle französischen Nachkriegsstars standen auf Dorfmanns Gehaltsliste: Alain Delon ebenso wie Bourvil, Jean Gabin ebenso wie Lino Ventura, Louis de Funès ebenso wie Gérard Philipe. Anfang der 70er Jahre holte Dorfmann Charles Bronson für zwei Produktionen nach Frankreich. Nach seiner ambitioniertesten Arbeit, der mit Steve McQueen und Dustin Hoffman prominent und teuer besetzten US-Produktion Papillon, zog sich Robert Dorfmann 1973 von der Filmproduktion weitgehend zurück.
1978 erhielt er einen Ehren-César für sein Lebenswerk. Sein Sohn Jacques Dorfmann (* 1945) arbeitete ebenfalls als Filmproduzent.

## Filmografie (Auswahl)
- 1950: Miquette et sa mère
- 1950: Schwurgericht (Justice est faite)
- 1950: Schiff in Gottes Hand (Maître après dieu)
- 1951: Die Taverne von New Orleans (Adventures of Captain Fabian)
- 1951: Ohne Angabe der Adresse (…Sans laisser d'adresse)
- 1951: Le Dindon
- 1951: Heiratsvermittlung (Agence matrimoniale)
- 1951: Schmuggler am Werk (La Maison dans la dune)
- 1951: Drei Töchter Evas (Trois femmes, trois âmes)
- 1952: Verbotene Spiele (Jeux interdits)
- 1954: Wenn es Nacht wird in Paris (Touchez pas au Grisbi)
- 1954: Die Luft von Paris (L’Air de Paris)
- 1955: Village magique
- 1955: Der Staudamm (La meilleure part)
- 1957: Hinter blinden Scheiben (Méfiez-vous, fillettes)
- 1957: Nächte auf Tahiti (Le Passager clandestin)
- 1958: Houla-Houla
- 1958: Die sich selbst betrügen (Les Tricheurs)
- 1959: Dem Teufel verschrieben (L’Ambitieuse)
- 1960: Fortunat
- 1961: Die Prinzessin von Cleve (La Princesse de Clèves)
- 1962: Virginie
- 1963: Alles in Butter (La Cuisine au beurre)
- 1963: Ein Schloß in Schweden (Un château en Suède)
- 1964: Scharfe Sachen für Monsieur (Le corniaud)
- 1965: Die Damen lassen bitten (Les Bons Vivants)
- 1966: Drei Bruchpiloten in Paris (La Grande vadrouille)
- 1967: Balduin, der Trockenschwimmer (Le Petit Baigneur)
- 1968: Seine Gefangene (La Prisonnière)
- 1968: Mayerling
- 1968: Hemmungslose Manon (Manon 70)
- 1968: Balduin – das Nachtgespenst (Le Tatoué)
- 1968: Quanto costa morire
- 1969: Armee im Schatten (L’Armée des ombres)
- 1969: Pascal (L’Arbre de Noël)
- 1970: Das Geständnis (L’Aveu)
- 1970: Die Straße nach Salina (La Route de Salina)
- 1970: Tristana
- 1970: Kalter Schweiß (De la part des copains)
- 1970: Vier im roten Kreis (Le Cercle rouge)
- 1971: Trafic
- 1971: Rivalen unter roter Sonne (Soleil rouge)
- 1971: Das Haus unter den Bäumen (La Maison sous les arbres)
- 1972: Der Chef (Un flic)
- 1973: Papillon